# 128054 Eranyavneh
128054 Eranyavneh è un asteroide della fascia principale. Scoperto nel 2003, presenta un'orbita caratterizzata da un semiasse maggiore pari a 3,1000729 UA e da un'eccentricità di 0,0787494, inclinata di 1,66019° rispetto all'eclittica.
L'asteroide, scoperto presso l'osservatorio Wise in Israele, è dedicato all'israeliano Eran Yavneh.